# Rabbering Laat
Rabbering Laat was een Nederlands radioprogramma van de AVROTROS op NPO Radio 2. Het programma werd sinds maandag 2 juli 2018 elke maandag tot en met donderdag uitgezonden tussen 22:00 en 00:00 uur, waar voorheen de Roodshow Late Night uitgezonden werd. Door het vertrek van Gerard Ekdom gingen Jan-Willem Roodbeen en Jeroen Kijk in de Vegte vanaf 2 juli 2018 voortaan de nieuwe ochtendshow Jan-Willem start op presenteren, waarmee er in de avond ruimte kwam voor een nieuw programma, dat gepresenteerd werd door Paul Rabbering.
Sinds 4 januari 2021 had Rabbering een sidekick, Cielke Sijben.
Op 29 maart 2021 werd door NPO Radio 2 bekendgemaakt dat per 10 mei 2021 de nieuwe middagprogrammering wordt ingevoerd. Vanaf vrijdag 14 mei 2021 is Rabbering de presentator van de VrijZaZo Show op vrijdag, zaterdag en zondag van 14:00 tot 16:00 uur, samen met sidekick Cielke Sijben. Derhalve was de allerlaatste uitzending van Rabbering Laat op donderdag 6 mei 2021. Rabbering en Sijben zelf presenteerden het programma op 29 april 2021 voor de laatste keer. De laatste week werd het programma gepresenteerd door Carolien Borgers. 
Aan De Slag! · Afslag Thunder Road · Aje Tho! · Annemiekes A-lunch · Blokhuis · Bureau De Wilt · Bureau Kijk in de Vegte · Corné Klijns Soul Sensations · De Staat van Stasse · De Wild in de Middag · Echt Jasper · Funky Frank's · Giel ·Gijs 2.4 · Grand Café Kranenbarg · Helemaal Haandrikman · Het Platenpaleis · Hey JP! · Holy Hits · Jan-Willem Start Op! · Licence 2 Chill · Mega Album Top 50 · Motel De Wilt · Musical Moods · Muziekcafé · On the Beat · One Night Stenders · Het oor wil ook wat · Paul! · Rabbering Laat · Rarmarmar · RickvanV doet 2 · Rinkeldekinkel · Schiffers.fm · SHAY! · Simone's Songlines · Soul Night met One'sy · Spijkers met koppen · Thank God It's Sunday · The Best of 2night · The Big Frank Show · Thijs · Tijd voor Twee · Van Inkels Choice · Verrukkelijke 15 ·  VrijZaZo Show · Vroeg op Frank · 't Wordt Nu Laat · WILDGROEI · Wout2Day · Yora en Sander, Sander en Yora
Huidige: · Annemieke Schollaardt · Bart Arens · Carolien Borgers · Evelien de Bruijn · Corné Klijn · Daniël Lippens · Desiree van der Heiden · Dolf Jansen · Eddy Keur · Emmely de Wilt · Evert Duipmans · Jan-Willem Roodbeen · Jeroen Kijk in de Vegte · Jeroen van Inkel · Leo Blokhuis · Martine ten Klooster · Morad El Ouakili · Paul Rabbering · Ruud de Wild · Shay Kreuger ·Tannaz Hajeby · Thomas Hekker · Willemijn Veenhoven
Voormalige: Alfred van de Wege · Andrew Makkinga · Bert Haandrikman · Bert Kranenbarg · Cees van Zijtveld · Cielke Sijben · Daniël Dekker · Edwin Diergaarde · Felix Meurders · Ferry Maat · Frank du Mosch · Frits Sissing · Frits Spits · Gerard Ekdom · Giel Beelen · Gijs Staverman · Hans Schiffers · Henk van Steeg · Jan Paul Grootentraast · Jasper de Vries · Jeanne Kooijmans · Jeroen Mulder · Jetske van Staa · Jurgen van den Berg · Karel van Cooten · Kasper Kooij · Kimberley Dekker · Malou Holshuijsen · Marc Adriani · Marisa Heutink · Mart Smeets · Miranda van Holland · One'sy Muller · Peter Schuiten · Peter van Bruggen · Rick van Velthuysen · Rob Stenders · Roeland van Zeijst · Ron Stoeltie · Rutger Radstaake · Ruud Hermans · Sander de Heer · Sander Guis · Sara Kroos · Simone Walraven · Ted de Braak · Thijs Maalderink · Thomas van Vliet · Timur Perlin · Toine van Peperstraten · Tom Mulder · Will Luikinga · Yora Rienstra· Wouter van der Goes· Frank van 't Hof · Stefan Stasse  ·